# Warbird

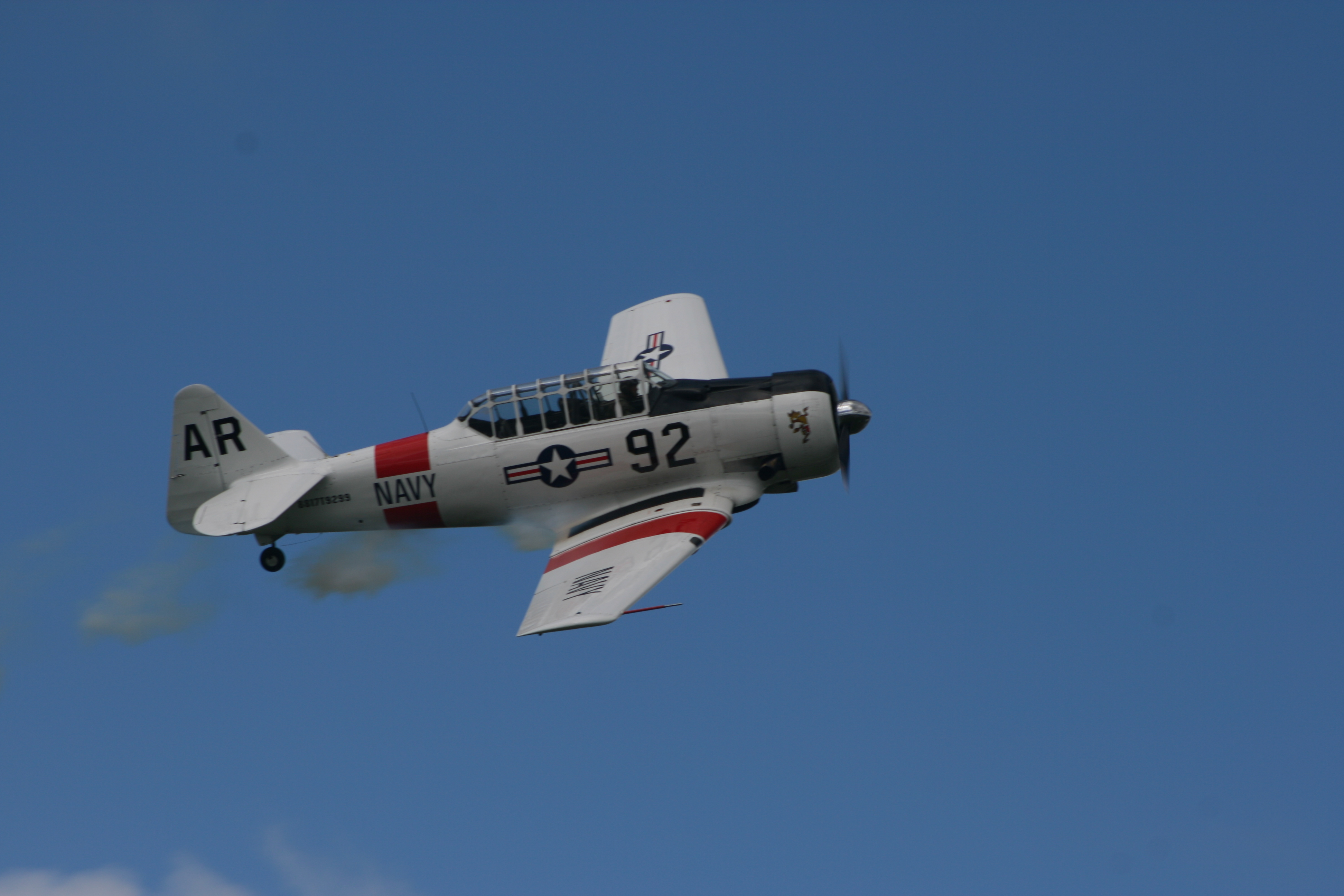
Um North-American T-6 durante um voo de exibição, um warbird típico.

Warbird é um termo da língua inglesa usado para identificar qualquer aeronave militar antiga, geralmente caça em condições de voo, que foi vendido desarmado para destinação de uso civil.

## Origem e evolução
O termo se originou na década de 1950, quando aviões da Segunda Guerra Mundial foram vendidas em massa para ex-pilotos militares, tendo como destino as mais variadas finalidades, principalmente como aeronaves de show aéreo e/ou de exibição em museus.
Com o tempo, o termo adicionou passou a englobar vários outros tipos de aeronaves antigas, desde o período pré Primeira Guerra Mundial até o período da Guerra Fria incluindo outros tipos, como aviões de treinamento e de carga.